# Fosse no 24 - 25 des mines de Courrières
La fosse no 24 - 25 de la Compagnie des mines de Courrières est un ancien charbonnage du Bassin minier du Nord-Pas-de-Calais, situé à Estevelles. Le puits no 24 est commencé le 4 octobre 1931, la fosse est opérationnelle en 1932. Le puits no 25 est commencé le 8 mars 1935. Des cités sont construites à proximité de la fosse, mais également à Carvin dans le hameau Saint-Paul. Le terril cavalier no 248 relie la fosse no 21 - 22 à la fosse no 24 - 25. Un terril no 98 conique puis tabulaire est édifié à l'est du carreau.
La Compagnie des mines de Courrières est nationalisée en 1946, et intègre le Groupe d'Hénin-Liétard, mais la fosse no 24 - 25 intègre le Groupe d'Oignies. Un lavoir est construit en 1955, et un criblage deux ans plus tard. En 1971, l'extraction est assurée par la fosse no 10 du Groupe d'Oignies, la fosse no 24 - 25 ne sert dès lors plus qu'au service et à l'aérage. Une bowette longue de six kilomètres avait été creusée deux ans plus tôt. Le lavoir est détruit en 1979. Le puits no 24 est remblayé en 1989, le puits no 25 l'est deux ans plus tard. Les chevalements sont détruits en 1993.
Au début du XXIe siècle, Charbonnages de France matérialise les têtes des puits nos 24 et 25. Les Camus hauts construits post-Nationalisation à Annay ont pour la plupart été détruits, les autres cités, sises à Estevelles et Carvin ont été rénovées. Bien que les ateliers-magasin aient été détruits fin 2011, il subsiste de nombreux bâtiments sur le carreau, qui est devenu un espace naturel protégé. Les terrils nos 98 et 248 sont des espaces de promenade. La cité moderne Saint-Paul, la cité pavillonnaire de la fosse n° 24, et le terril n° 98, 24 Nord de Courrières, le cavalier minier, et des Camus-hauts, ont été classés le 30 juin 2012 au patrimoine mondial de l'Unesco.

## La fosse
Peu de temps après la mise en service de sa fosse no 23 à Noyelles-sous-Lens, la Compagnie des mines de Courrières décide d'implanter une nouvelle fosse dans la partie nord de sa concession, jusqu'alors inexploitée.

### Fonçage
Les travaux du puits no 24 sont commencés le 4 octobre 1931 à Estevelles, à 693 mètres au sud-sud-est de la fosse no 6 des mines de Meurchin puis de Lens, à 1 696 mètres à l'ouest-sud-ouest de la fosse no 4 des mines de Carvin, et à 3 225 mètres au nord-ouest de la fosse no 8 - 16 des mines de Courrières. la fosse no 6, très proche de la fosse no 24 - 25, est fermée en 1932.

### Exploitation
La fosse est fonctionnelle à partir de 1932. Le puits no 25 est commencé le 8 mars 1935.
La Compagnie des mines de Courrières est nationalisée en 1946, et intègre le Groupe d'Hénin-Liétard, mais la fosse no 24 - 25, à l'instar de la fosse no 8 - 16, intègre le Groupe d'Oignies. Un lavoir est construit en 1955, et un criblage deux ans plus tard.
Au début de 1968, le service d'exploitation fond du siège no 25 Nord-Ouest du Groupe Centre a découvert un important panneau de houille de 600 mètres de longueur et de 300 mètres de relevée, avec une pente moyenne de quinze à vingt degrés. Deux possibilités pour l'exploiter ont été étudiées. La première consiste en un creusement de voie intermédiaire pour l'installation de deux tailles successives de 150 mètres, à avancement rapide. La seconde solution consiste à équiper un seul chantier de grandes dimensions, avec des techniques nouvelles. Des engins capables de s'attaquer à une telle longueur ont été trouvés, et bien que d'après les études l'amortissement serait assez considérable, c'est le second projet qui a été adopté. Ce choix s'est avéré judicieux, puisqu'en 1968, l'exploitation de la taille Beele 11 a représenté 50 % de la production du siège, et un rendement cumulé de 2 000 kg par ouvrier.
La taille de Beele 11 est équipée d'un rabot-ancre à deux moteurs de cinquante chevaux aidé de pousseurs hydrauliques Sabès à pression de cinquante à soixante kilos, permettant une profondeur de passe de dix centimètres, alors que l'attaque habituelle d'un rabot classique est d'environ six centimètres. Une poutre spéciale pour gisement penté maintient l'installation en tête de taille. Le soutènement est réalisé au moyen d'étançons à friction. Un convoyeur blindé muni de chaînes à trois brins est actionné par trois moteurs de 72 chevaux et des réducteurs à grande et petite vitesse pour assurer la desserte de la taille. À ce pied de taille se trouve un répartiteur qui a la particularité d'être suspendu sur monorail. Ce dernier procédé a pour avantage de permettre un ravancement de cinq à dix mètres en un temps très court, et avec un personnel très réduit de trois hommes pendant deux heures. Un broyeur rapide, installé sur le répartiteur, permet de casser les gros blocs. Les produits sont alors acheminés dans un convoyeur à bande d'une largeur inusités d'un mètre jusqu'à un point de chargement fixe. La lutte contre les poussières est conduite à la fois par infusion et par pulvérisation. L'infusion est faite à partir du front sur une profondeur de six mètres, la pulvérisation abat les poussières dans l'entrée d'air, aux points de déversements, dans la taille au-dessus du blindé et dans le retour d'air. L'organisation du chantier a permis de résoudre certains problèmes comme le placement du personnel, l'amélioration des méthodes, l'utilisation du chantier, et la profondeur de passe du rabot.
Le chantier a débuté en mars 1968, et son exploitation a cessé en mars 1969. Au 30 septembre 1968, 86 677 m2 ont été déhouillés pour une production de 138 500 tonnes. Les tonnages journaliers produits par la taille sont de l'ordre de 1 200 à 1 300 tonnes. Les statistiques pour le mois de septembre 1968 indiquent un abattage de 1 258 tonnes par jour, soit 713 m2, un avancement de 2,80 mètres par jour, et de 5,28 m2 par descente en taille. l'essai est donc très concluant. Une bowette longue de six kilomètres relie la fosse no 24 - 25 à la fosse no 10 en 1969.
En 1971, l'extraction est assurée par la fosse no 10 du Groupe d'Oignies, la fosse no 24 - 25 ne sert dès lors plus qu'au service et à l'aérage. Le lavoir est détruit en 1979.
Le puits no 24, d'une profondeur de 691 mètres, est remblayé en 1989, mais le puits no 25 sert encore à l'aérage. Ses 590 mètres sont remblayés en 1991, après qu'il a assuré le démantèlement des installations du fond. Les chevalements sont démolis deux ans plus tard.

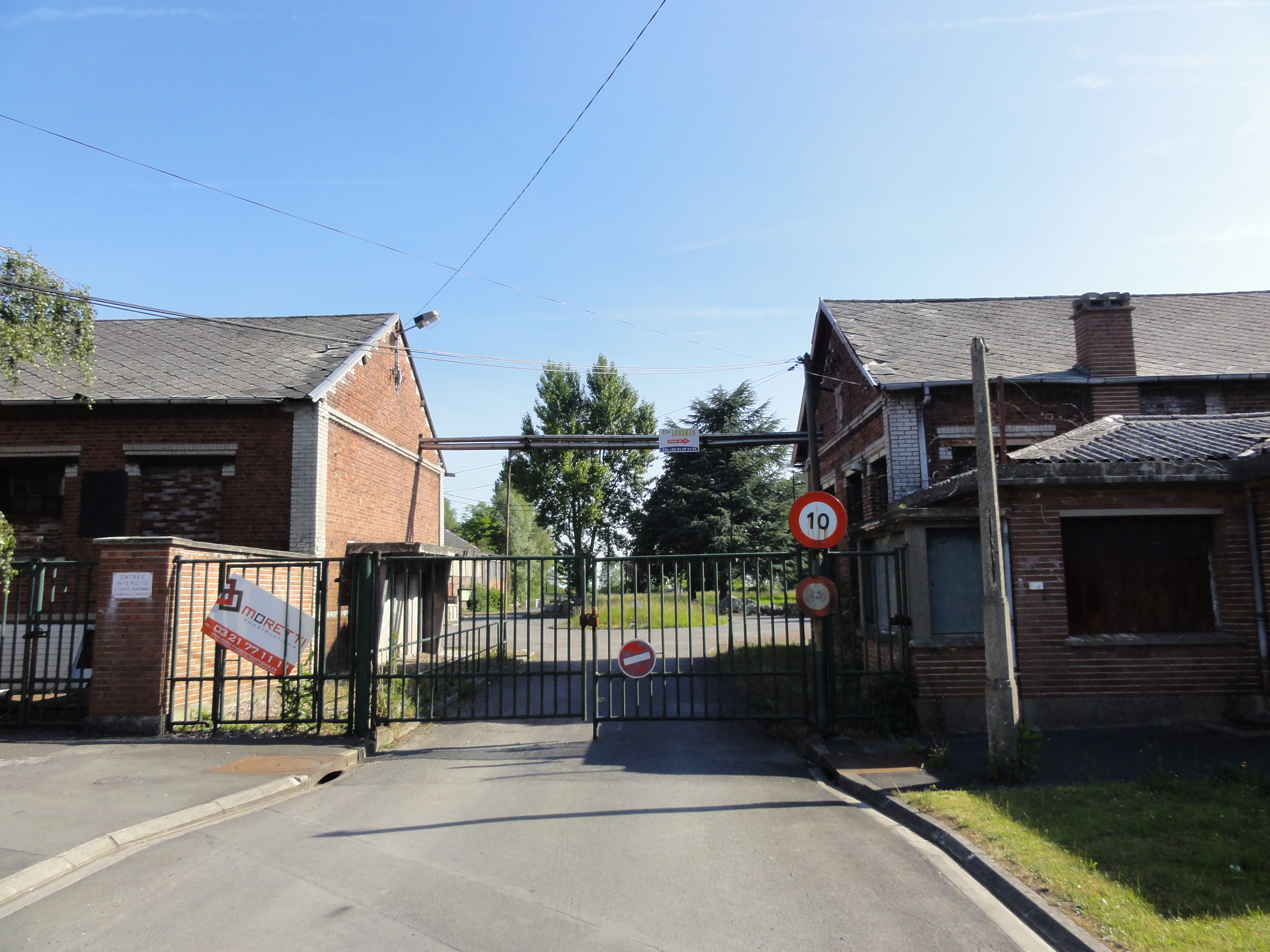
L'entrée de la fosse.
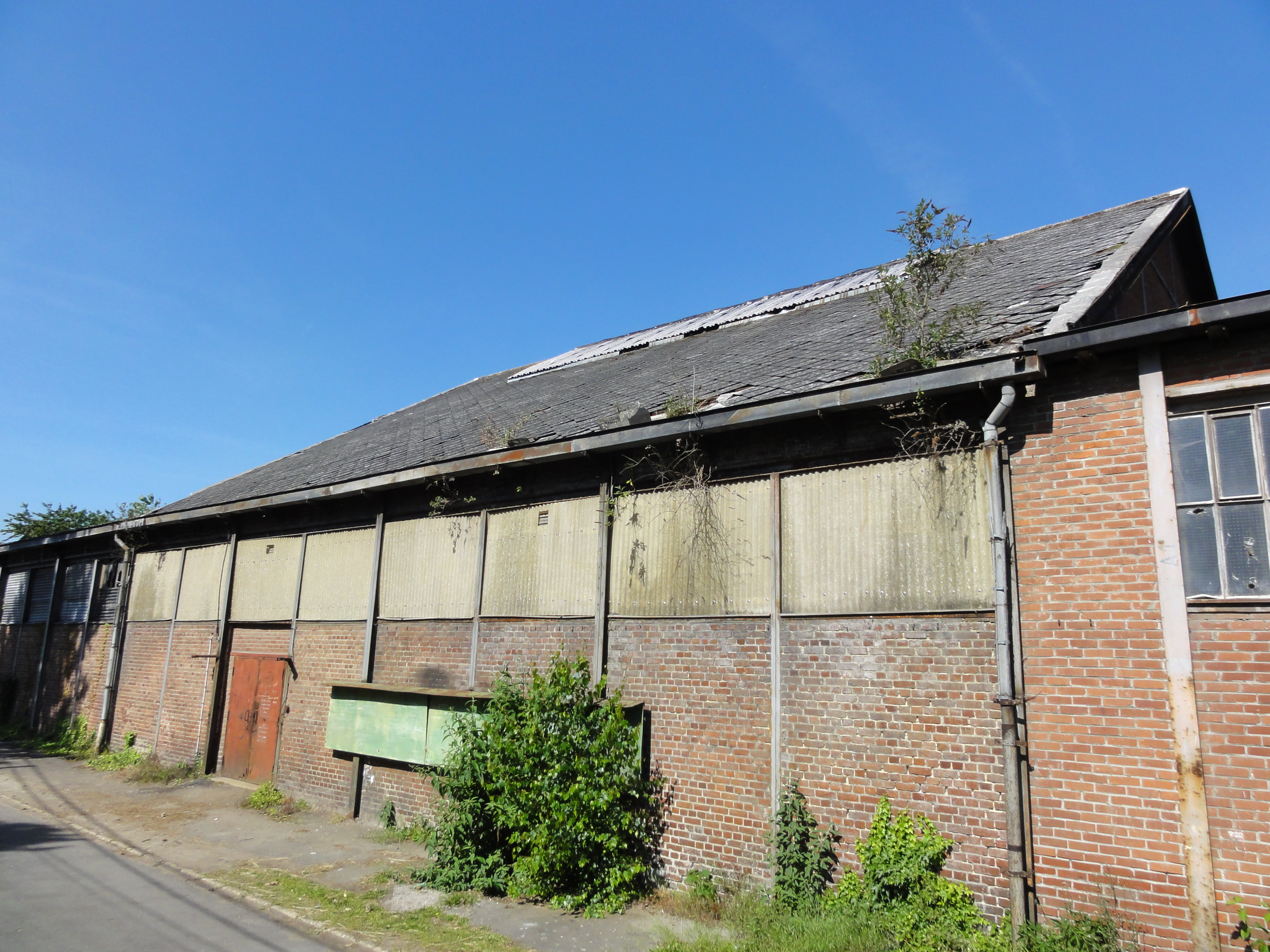
Des bâtiments.
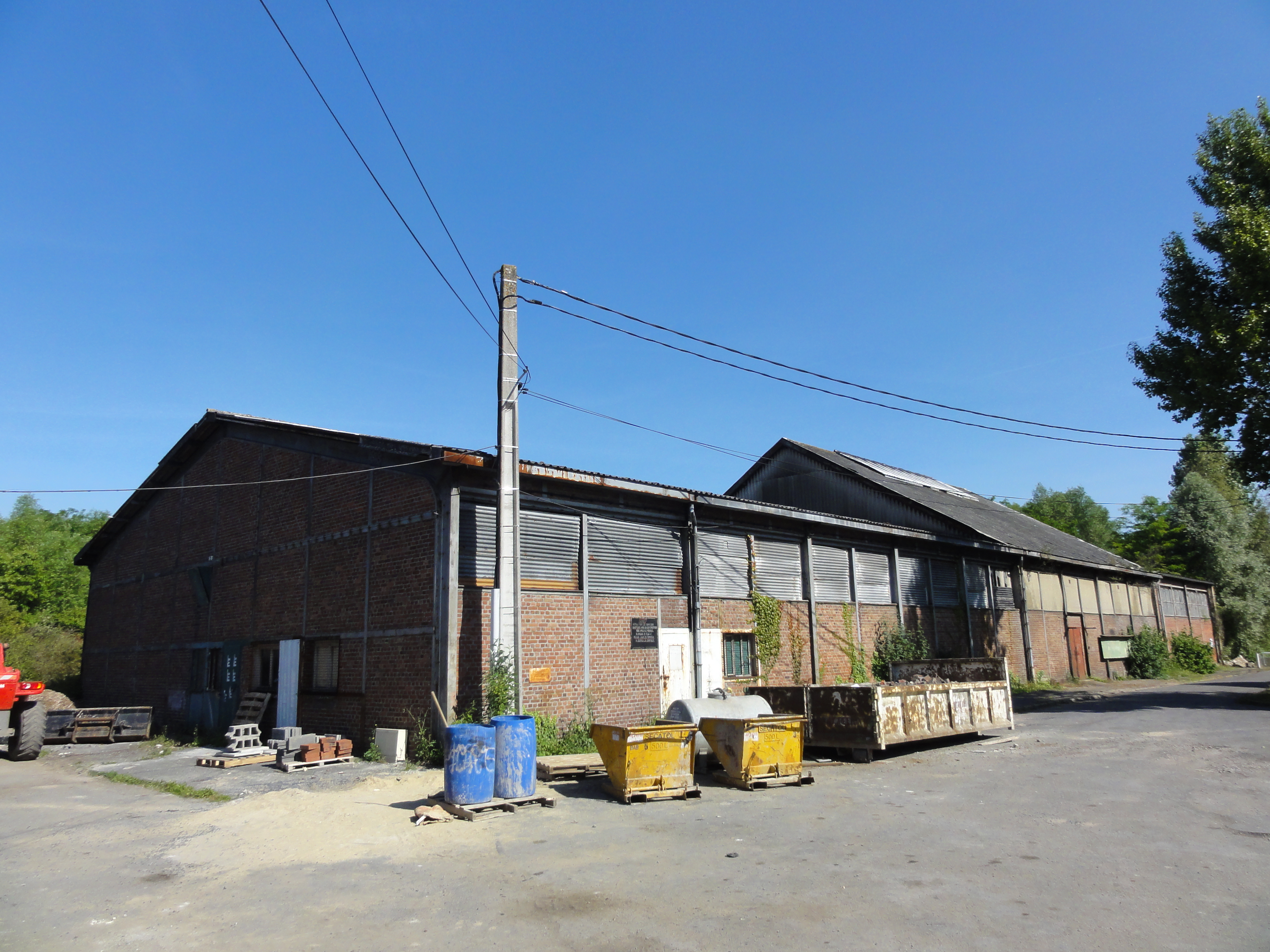
Des bâtiments.
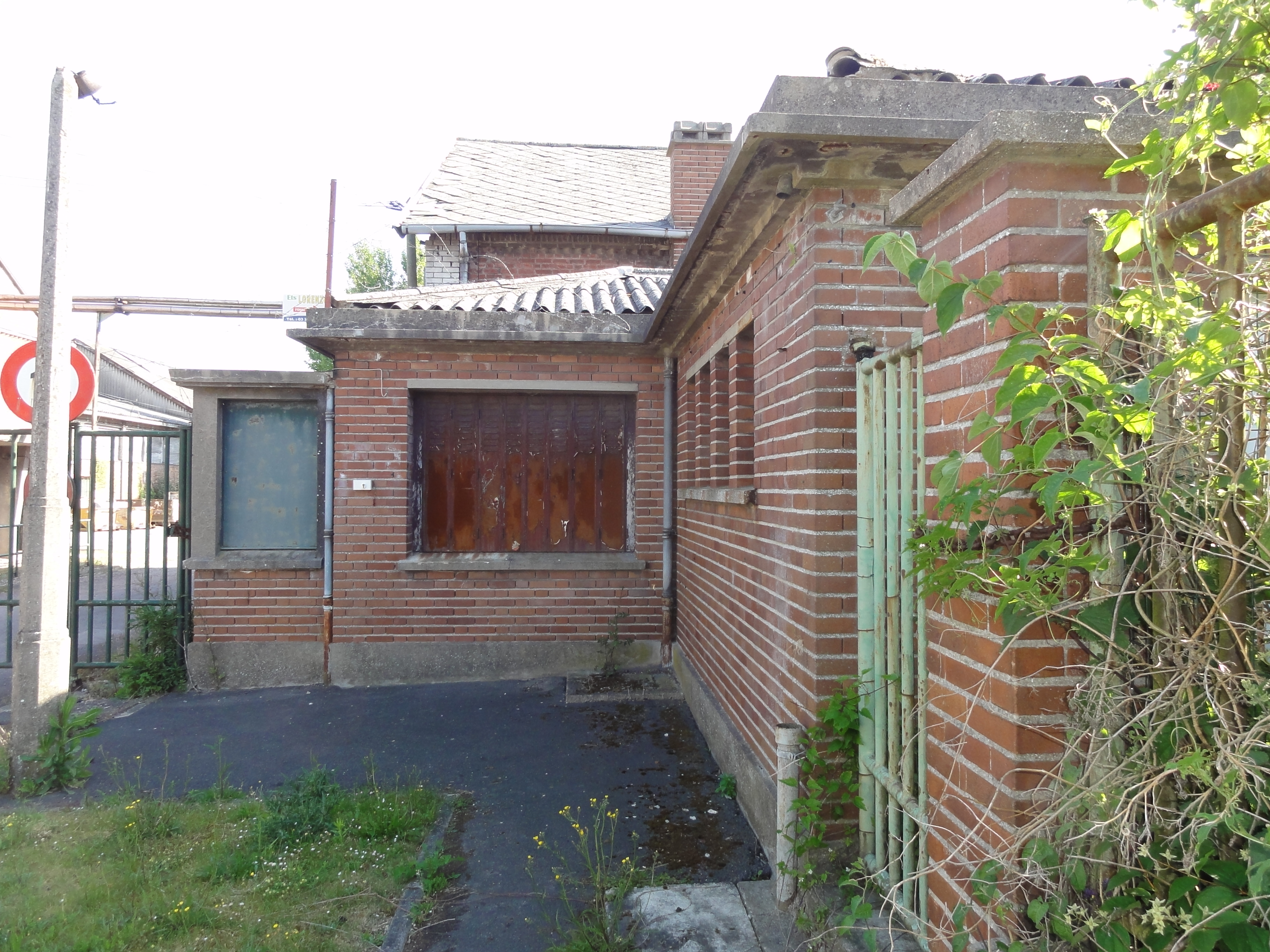
Le poste de garde.
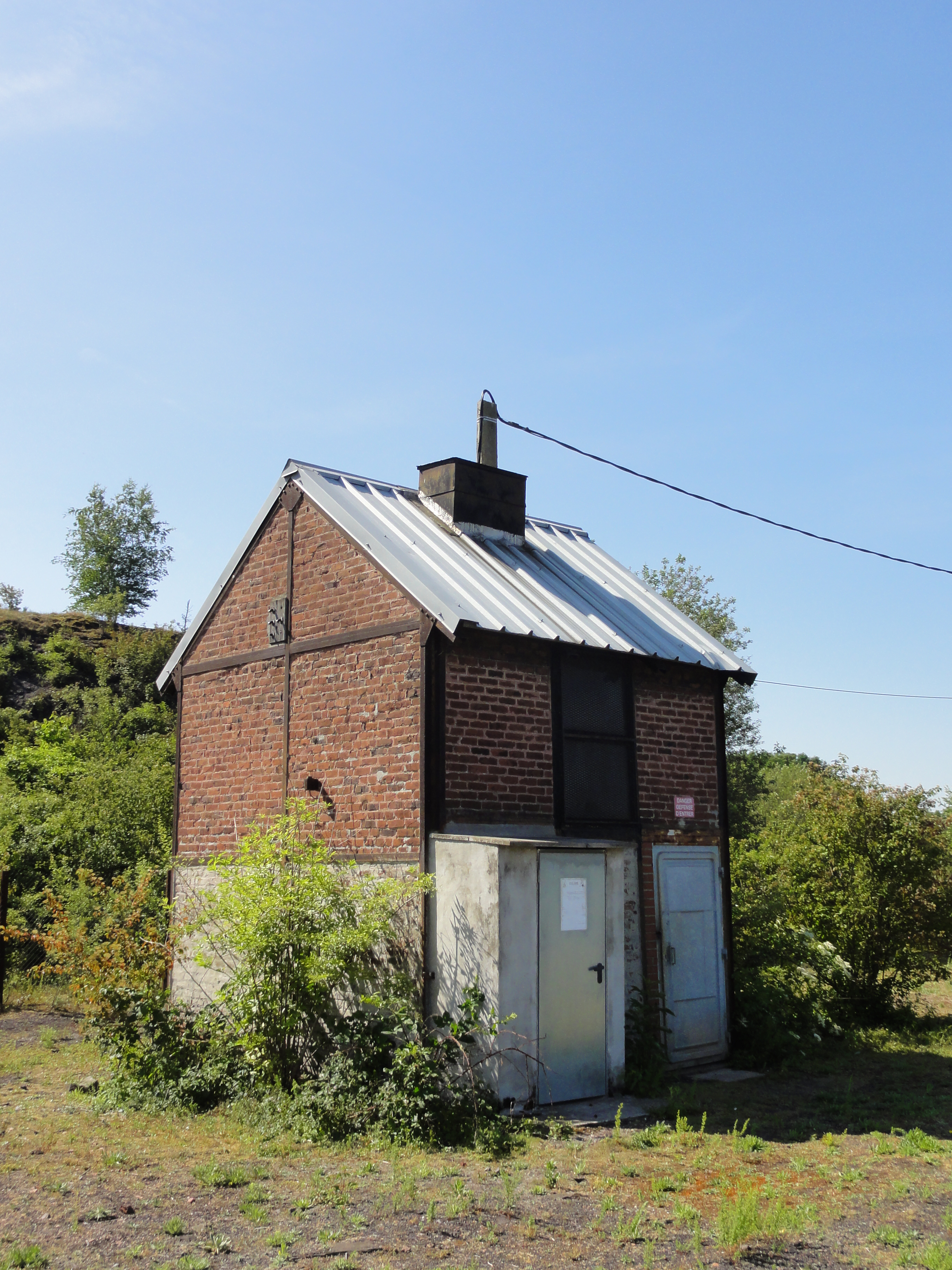
La station de pompage.
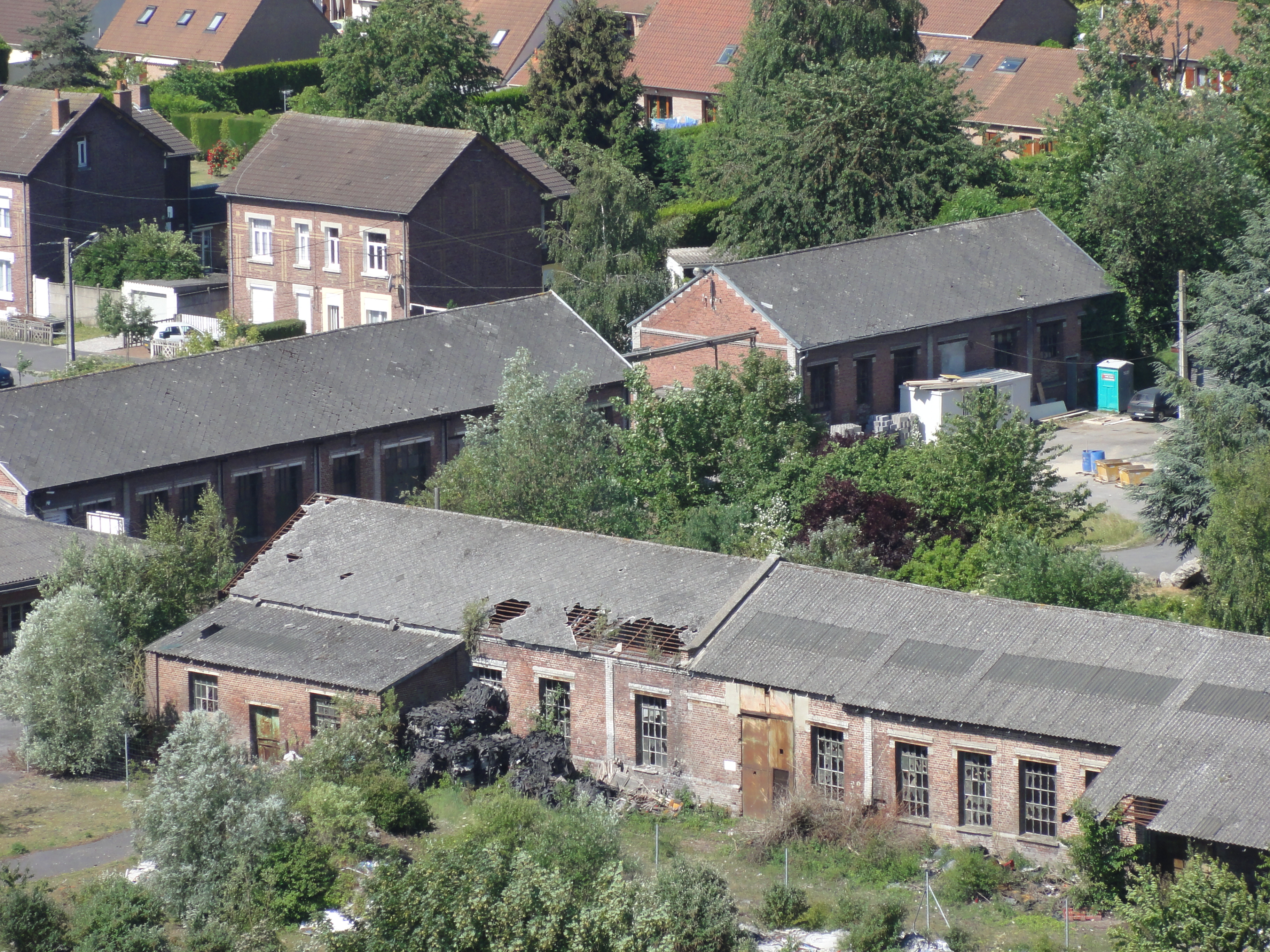
L'entrée de la fosse vue depuis le terril no 98[note 3].

### Reconversion
Au début du XXIe siècle, Charbonnages de France matérialise les têtes des puits nos 24 et 25. Un exutoire de grisou est mis en place sur le puits no 24. Le BRGM y effectue des inspections chaque année. Les ateliers-magasins sont détruits en octobre et novembre 2011, mais il subsiste les garages et leurs annexes, les bureaux, les locaux sociaux, le logement du garde, les bains-douches ouvriers, la salle de paye et le local du sondage.

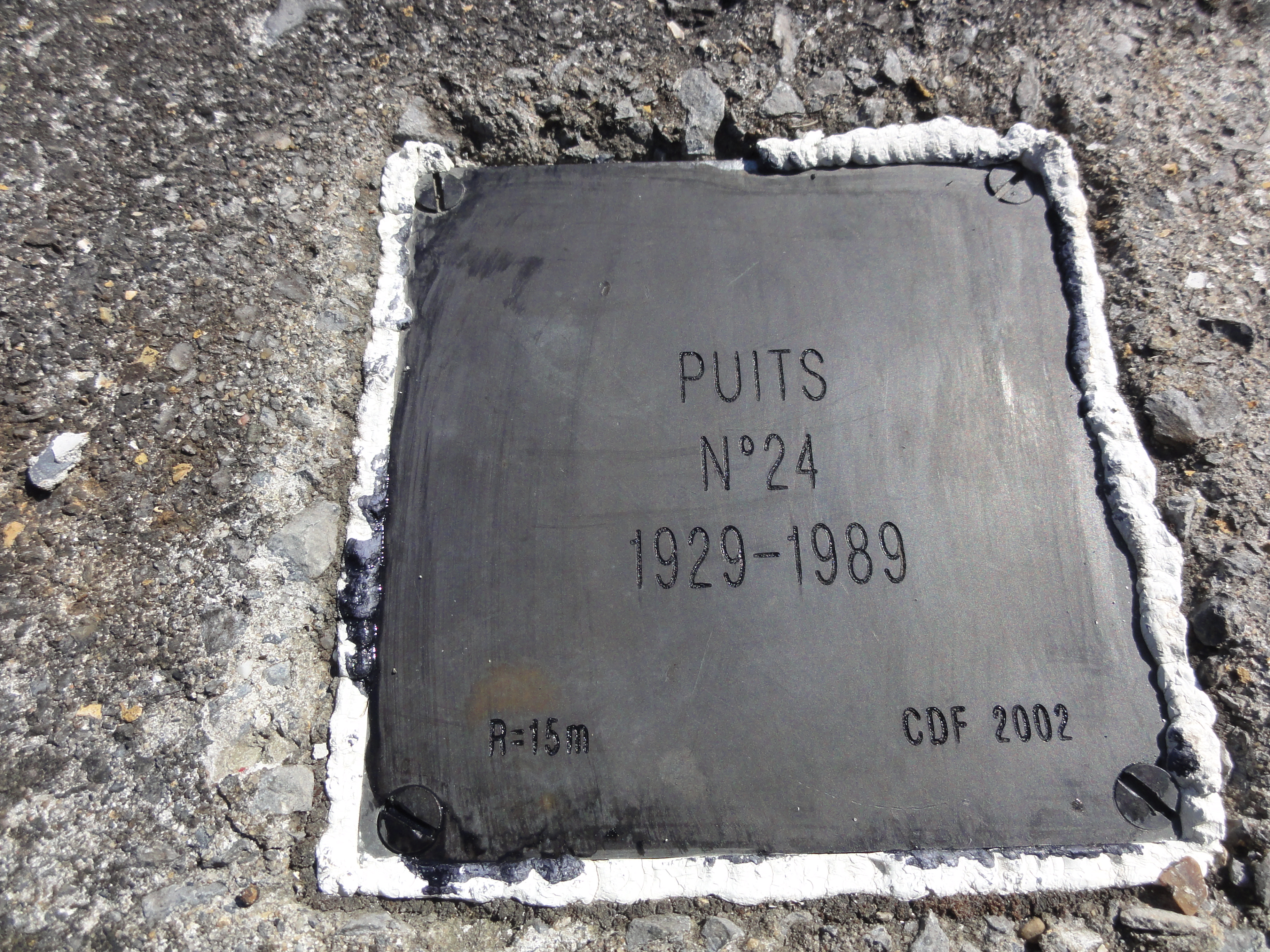
Puits no 24, 1929 - 1989.
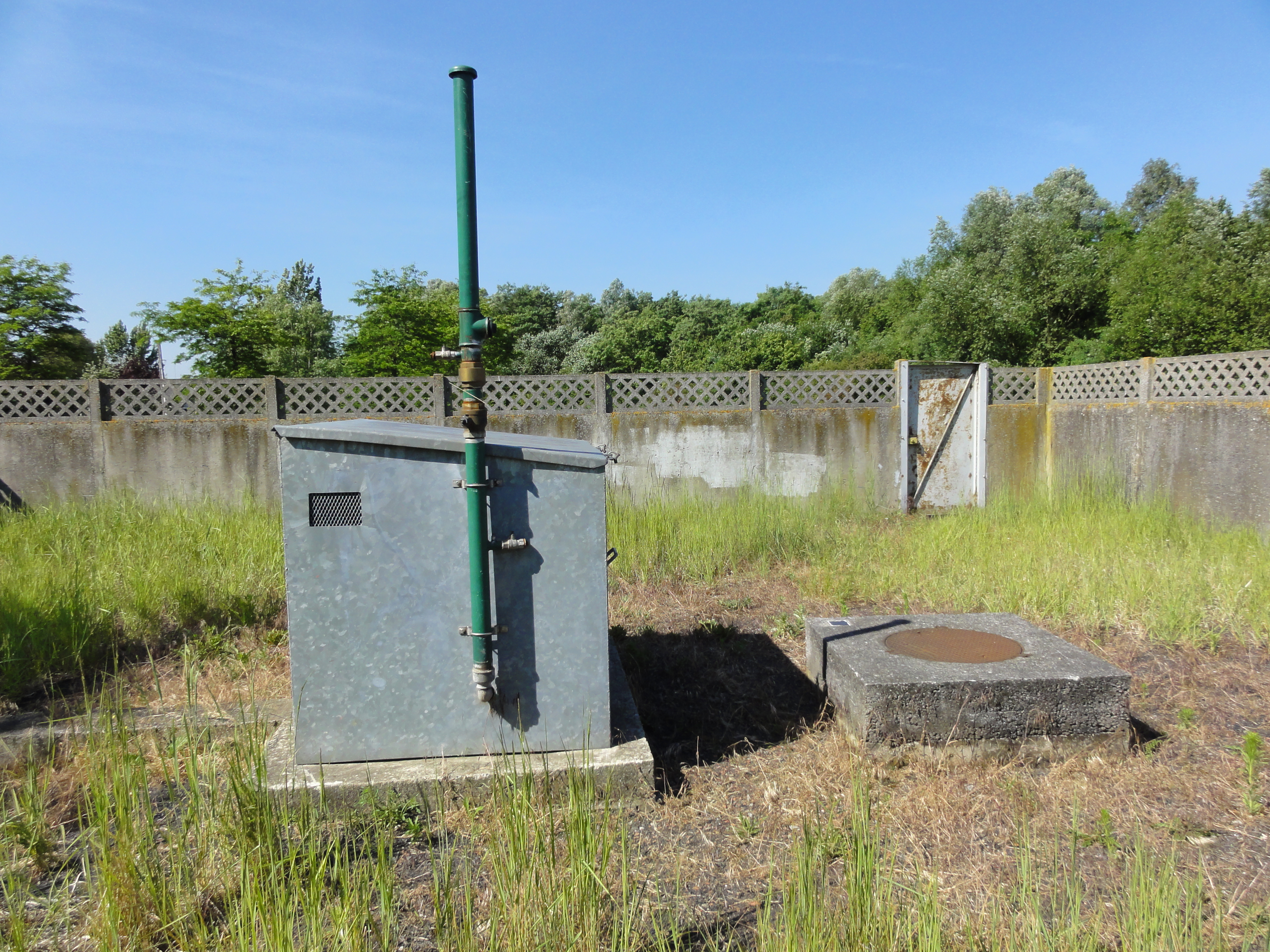
Le puits no 24 et l'exutoire de grisou.
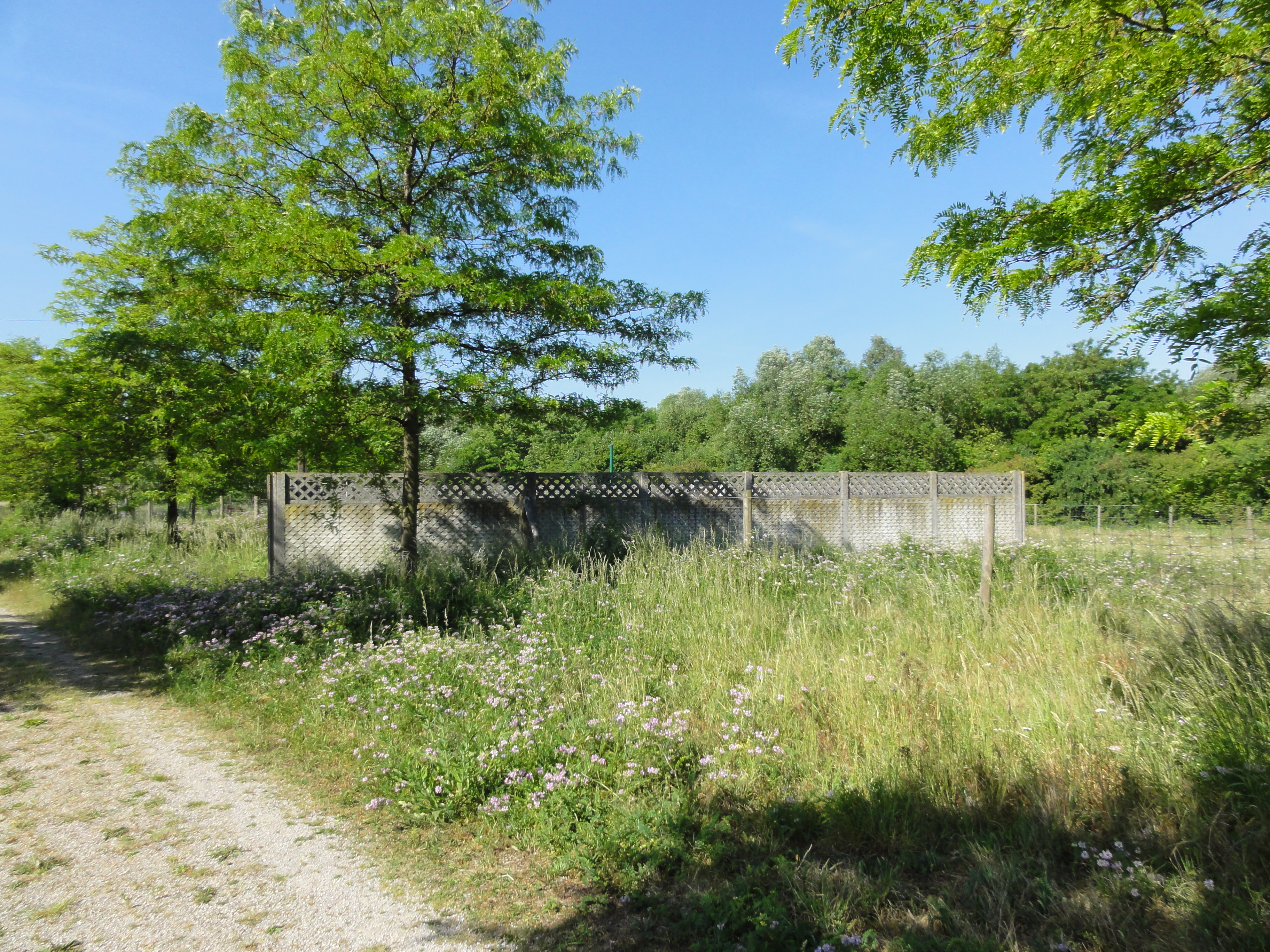
Le puits no 24 est protégé par une clôture en béton.
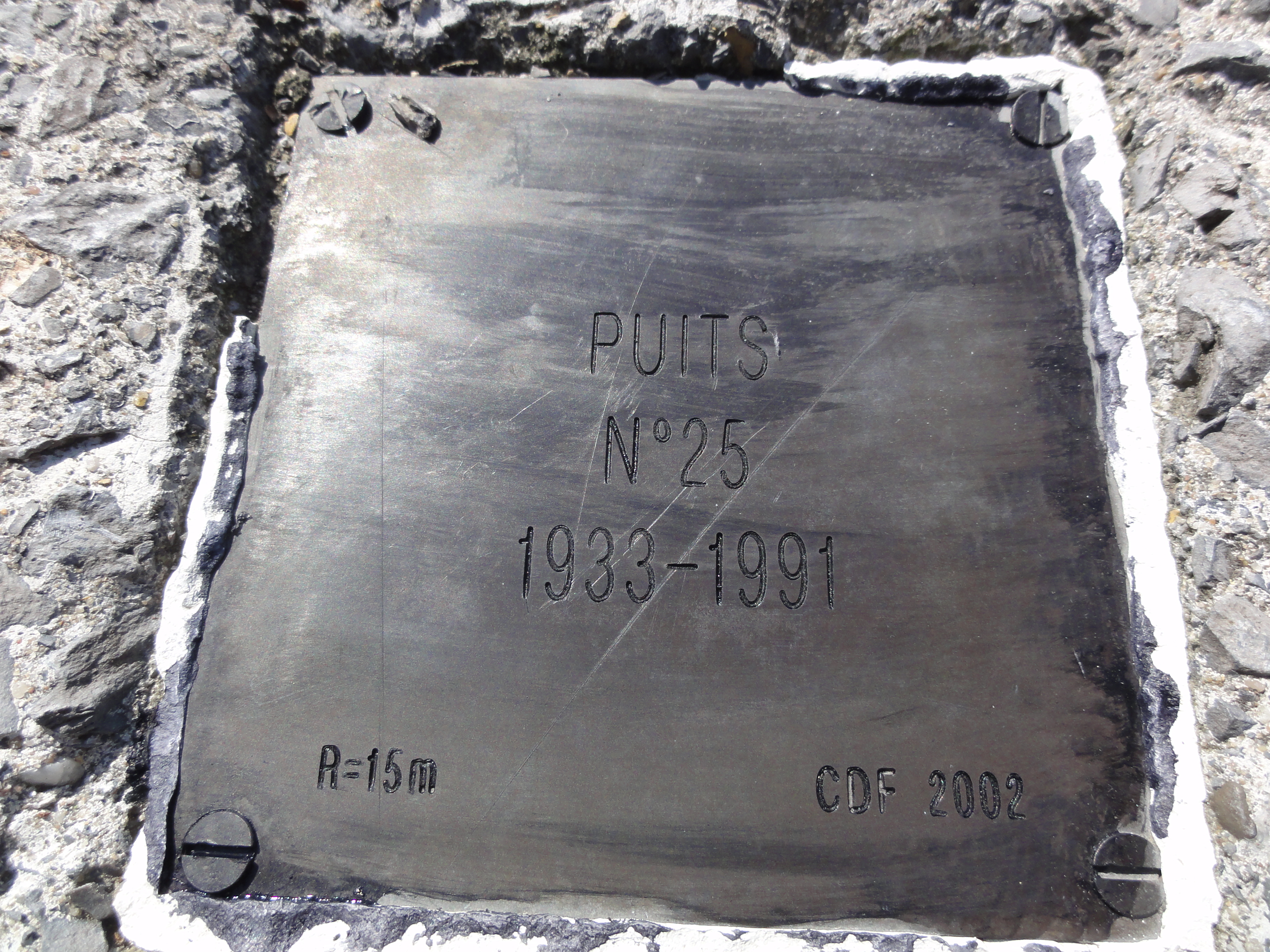
Puits no 25, 1933 - 1991.
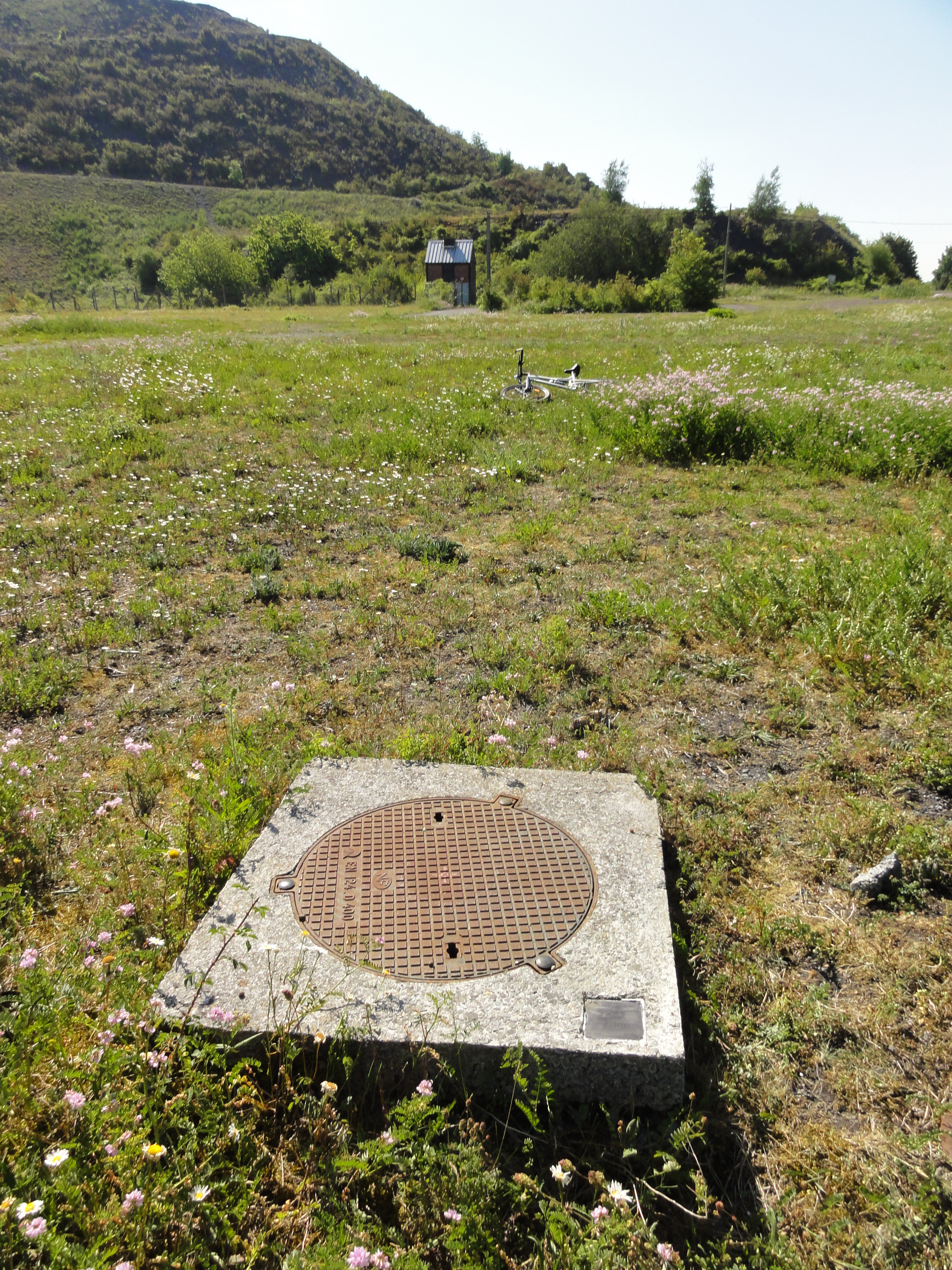
Le puits no 25 dans son environnement.
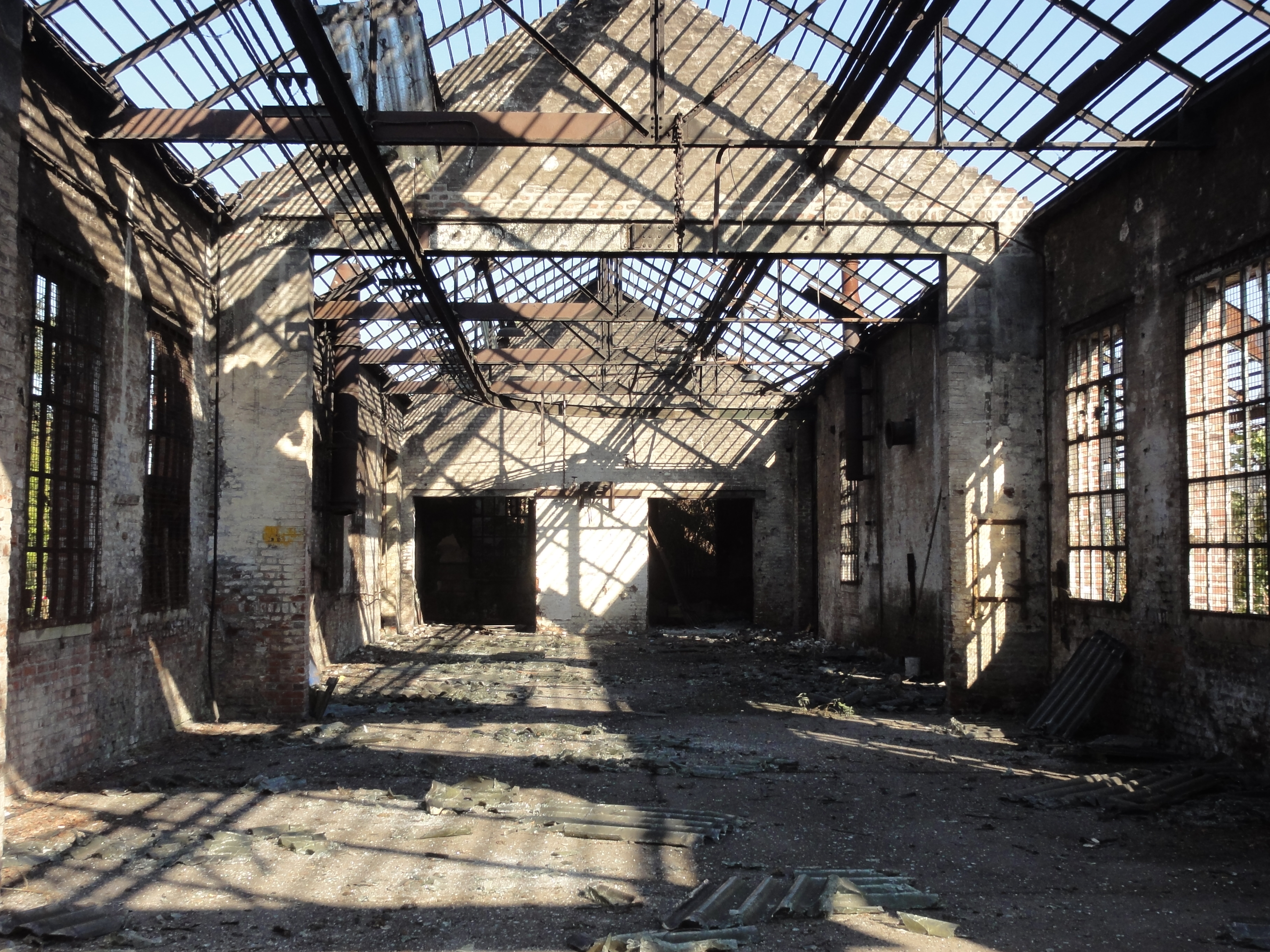
Les ateliers-magasins lors de leur démolition en 2011.

## Les terrils
De l'exploitation de la fosse no 24 - 25, il subsiste deux terrils dont un cavalier minier.

### Terrilno98, 24 Nord de Courrières

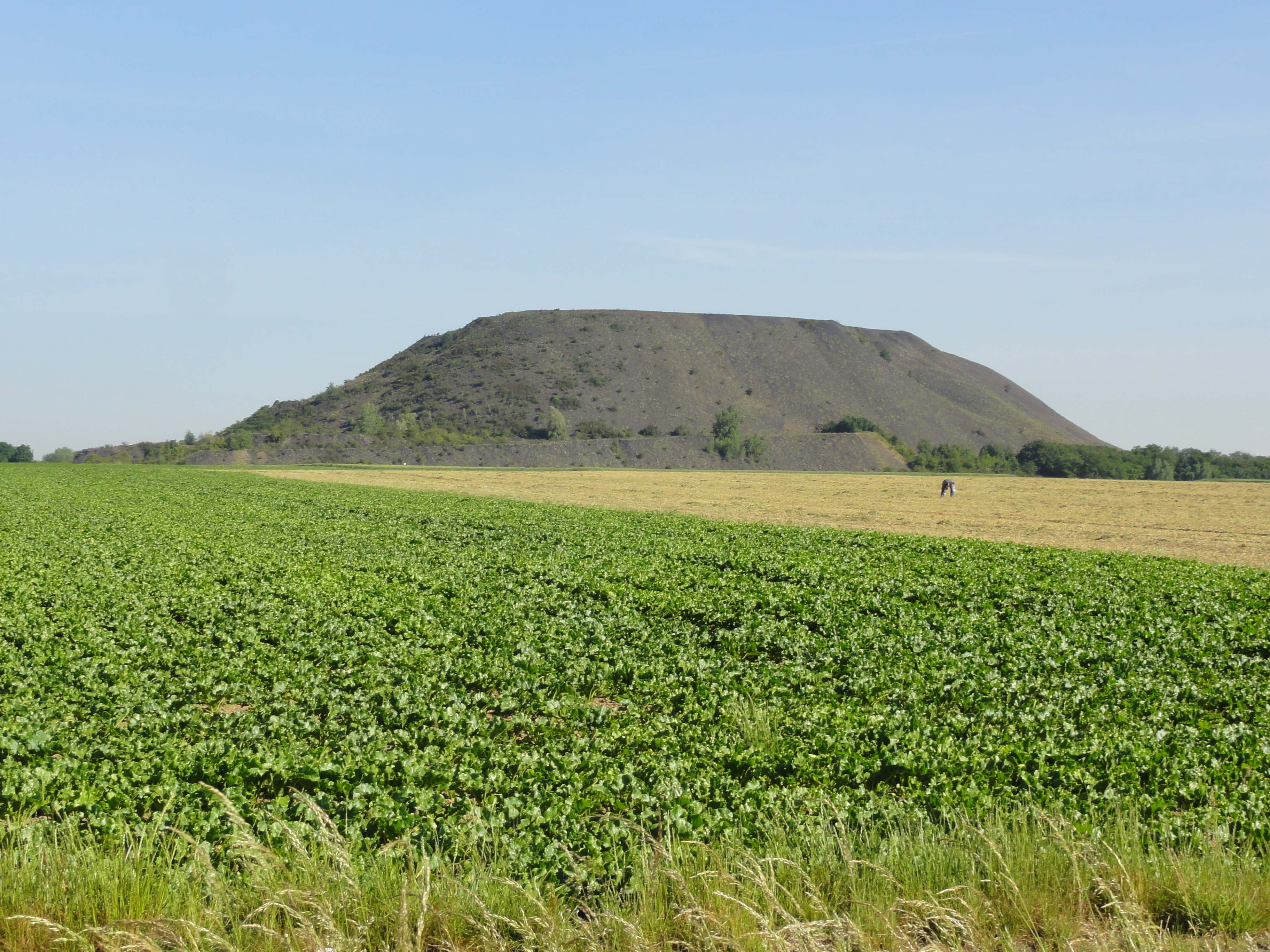
Le terril 24 Nord de Courrières.

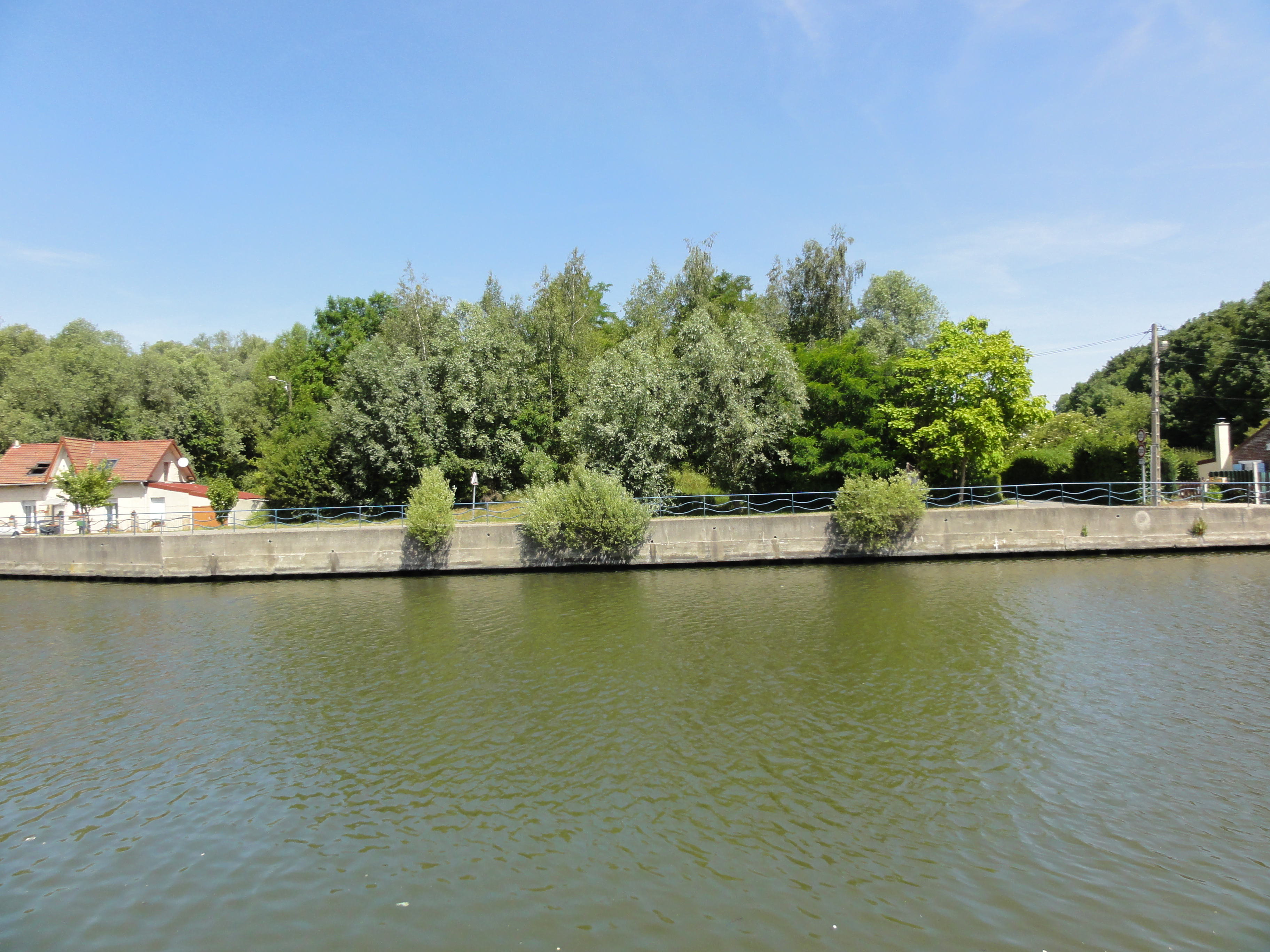
Le terril Cavalier du 24 d'Estevelles.

50° 28′ 59″ N, 2° 55′ 11″ E
Le terril no 98, situé à Estevelles, est le terril tabulaire de la fosse no 24 - 25. Il fait partie des 353 éléments répartis sur 109 sites qui ont été classés le 30 juin 2012 au patrimoine mondial de l'Unesco. Il constitue une partie du site no 51.

### Terrilno248, Cavalier du 24 d'Estevelles
50° 28′ 21″ N, 2° 54′ 05″ E
Le terril no 248, situé à Estevelles, Pont-à-Vendin et Annay, est un terril cavalier reliant la fosse no 21 - 22 à la fosse no 24 - 25 des mines de Courrières. Ce cavalier a été classé au patrimoine mondial de l'Unesco.

## Les cités
Des cités ont été établies à Estevelles au sud de la fosse, principalement le long d'une avenue. D'autres cités ont été établies dans le hameau Saint-Paul à Carvin. Après la Nationalisation, des Camus-hauts ont été construits à Annay. La plupart d'entre eux a été détruit à la fin des années 2000.
La cité moderne Saint-Paul fait partie des 353 éléments répartis sur 109 sites qui ont été classés le 30 juin 2012 au patrimoine mondial de l'Unesco. Elle constitue le site no 50. La cité pavillonnaire de la fosse no 24 constitue une partie du site no 51, tandis que les Camus-hauts forment le site no 52.

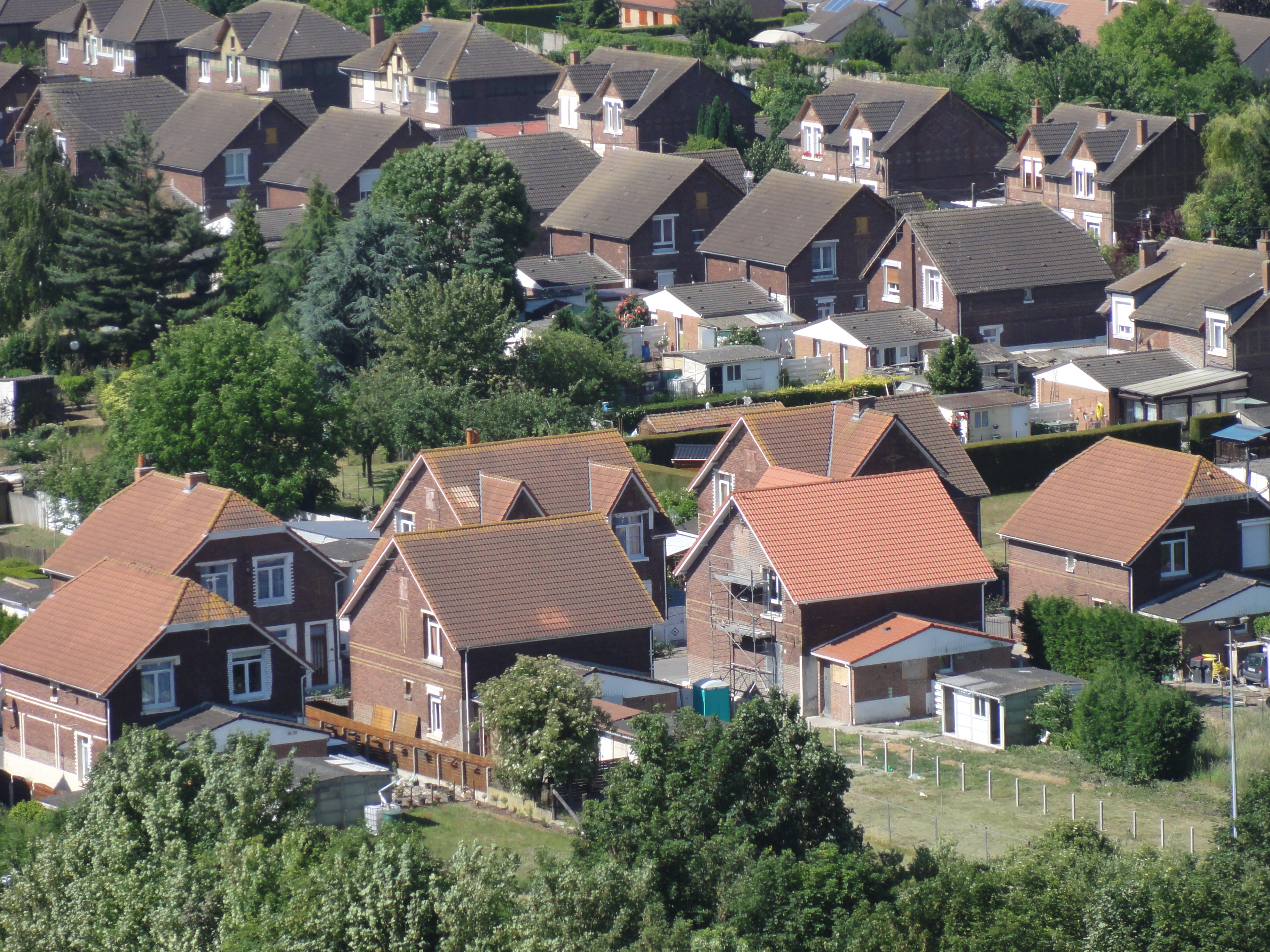
Les cités vues depuis le terril no 98
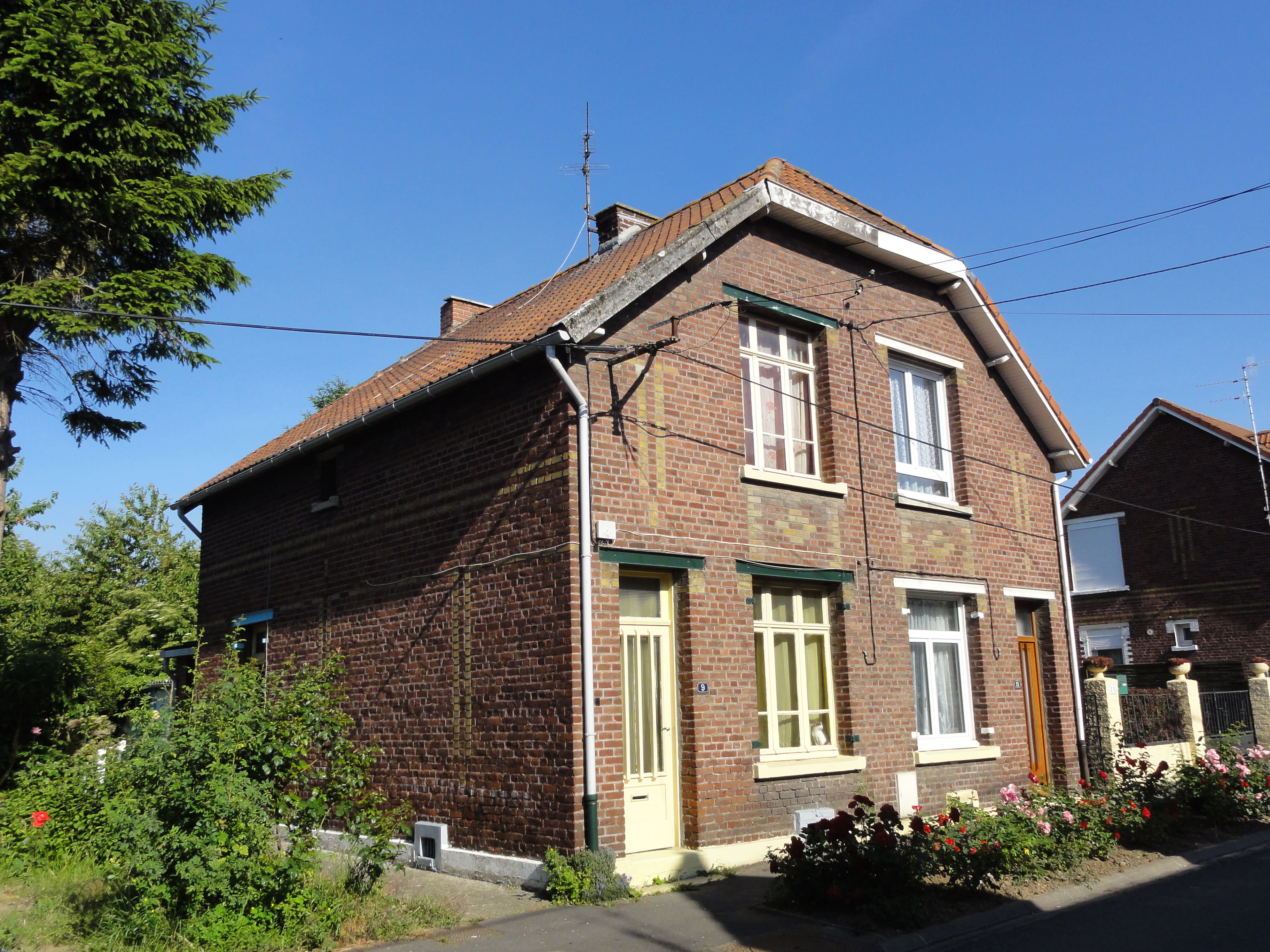
Des habitations groupées par deux.
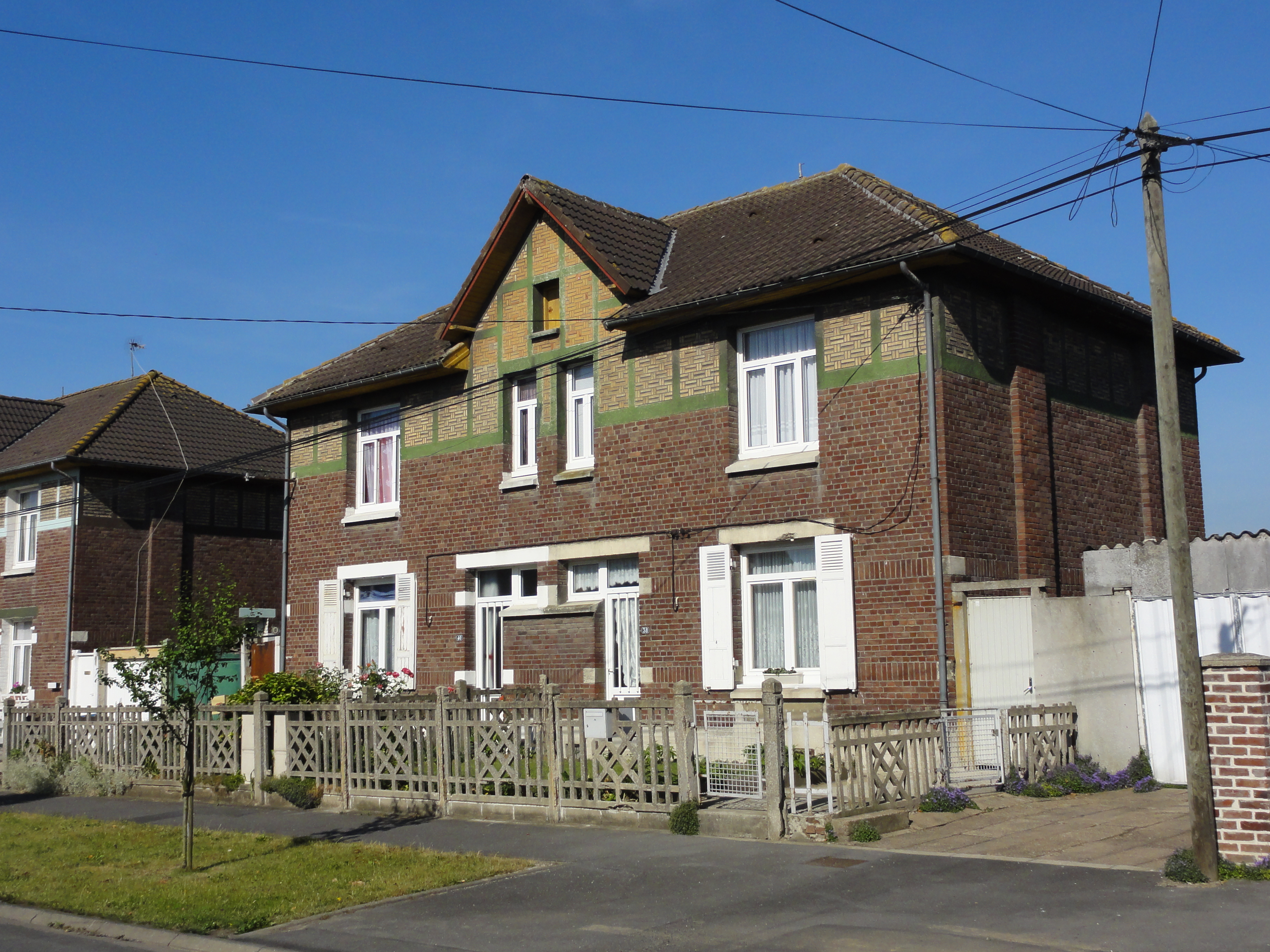
Des habitations groupées par deux.
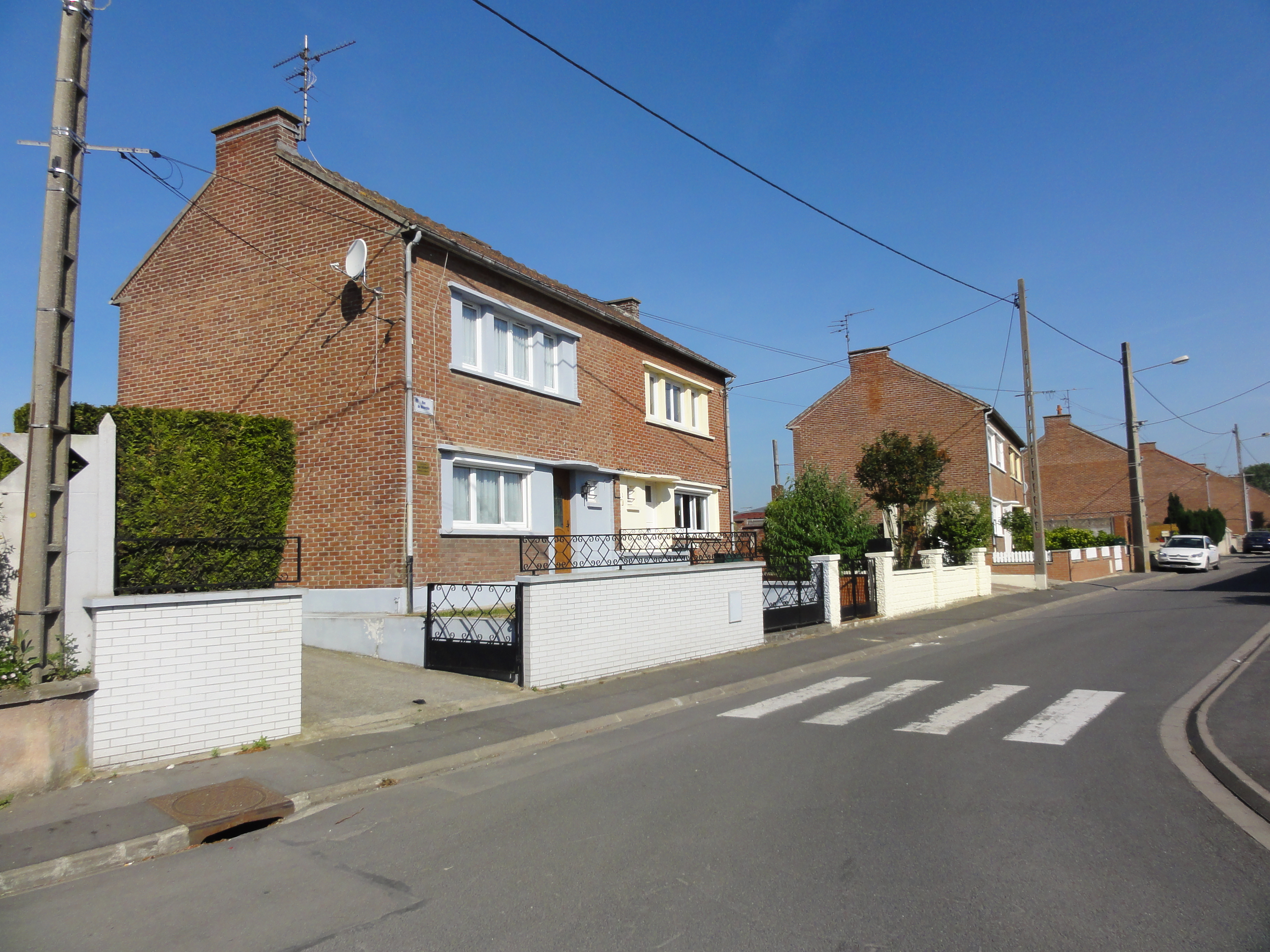
Des habitations post-Nationalisation.
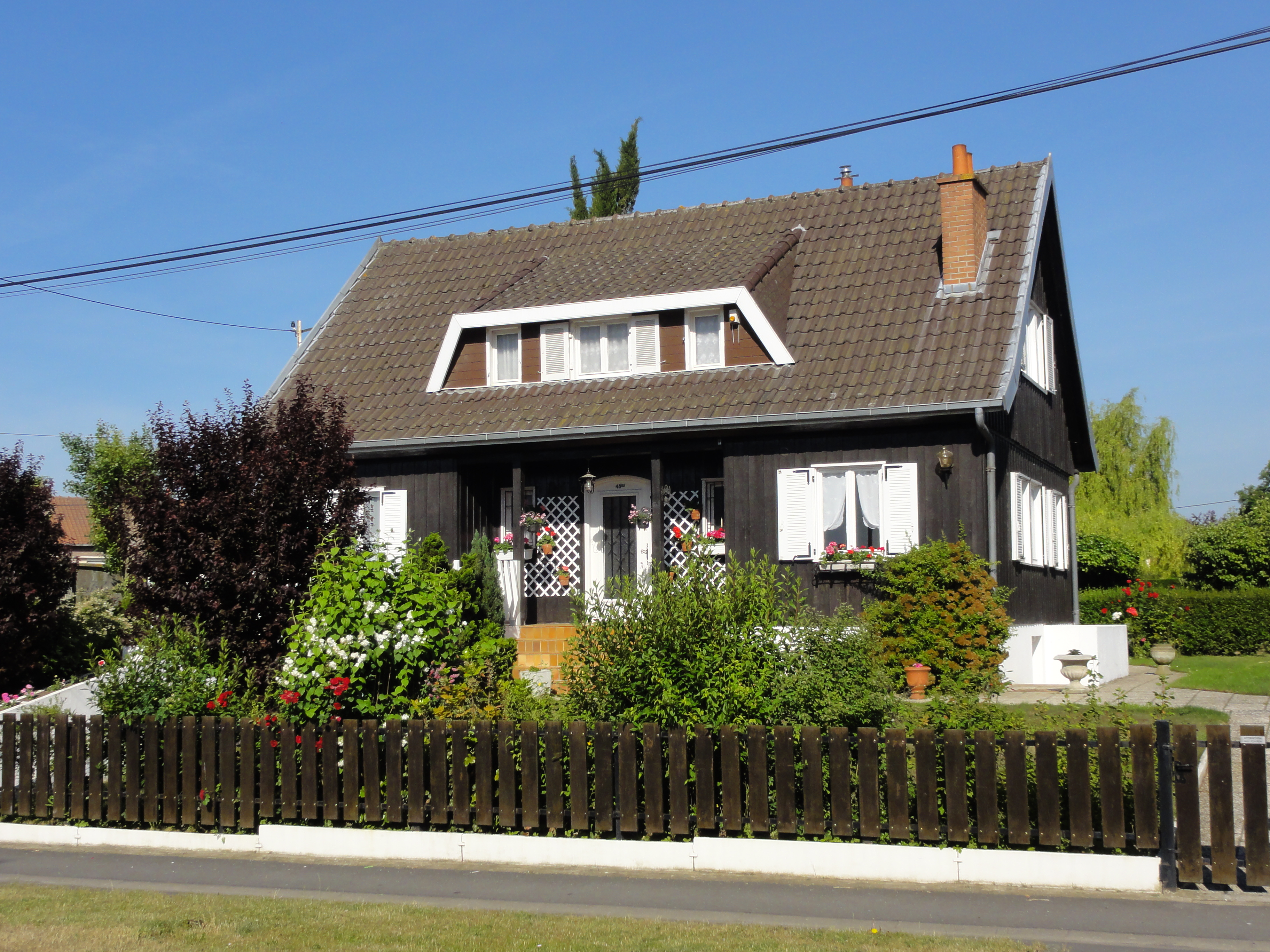
Une habitation post-Nationalisation.
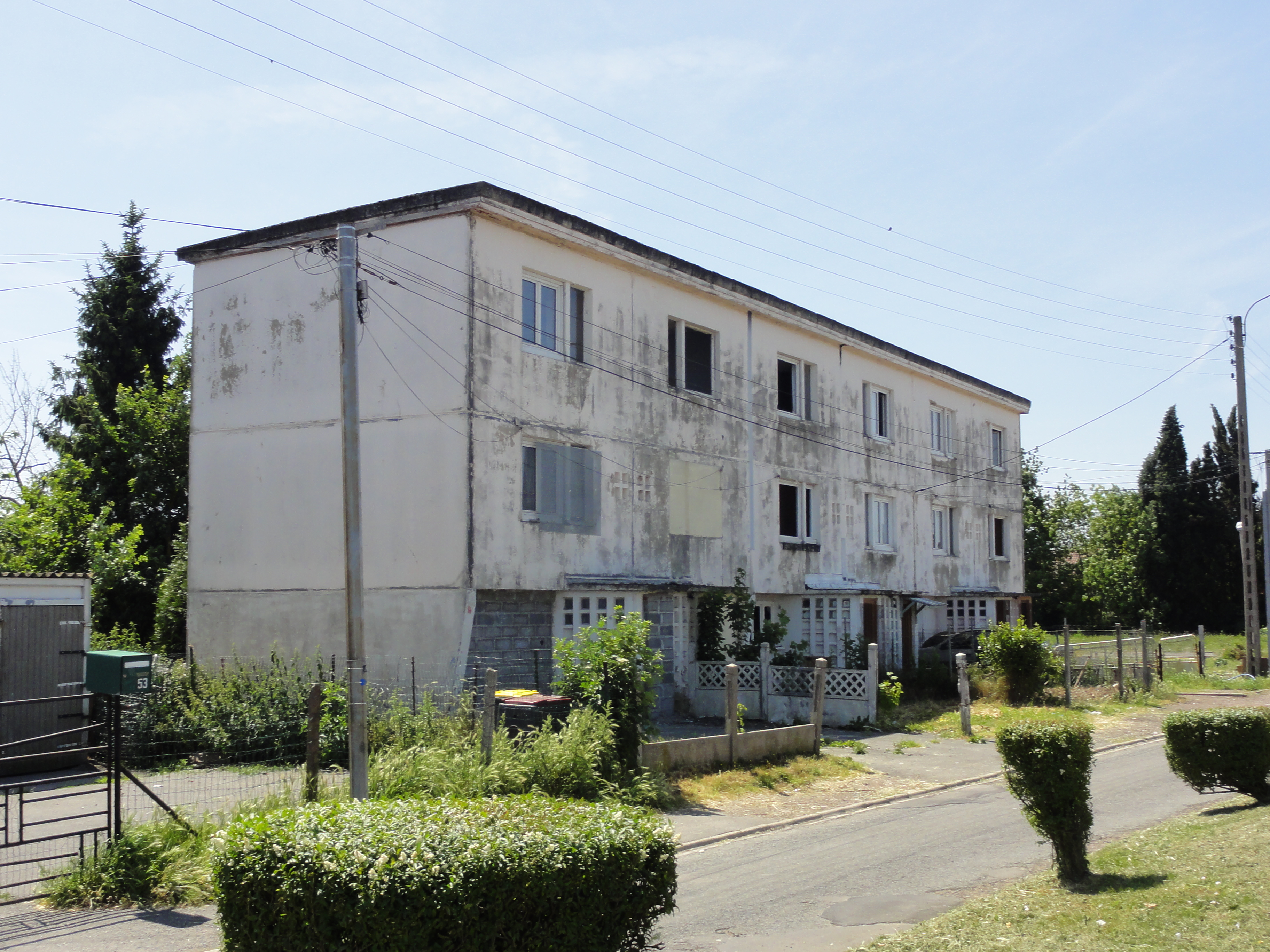
Un Camus-haut, à Annay.